# Превлака (томболо)
Превлака или томболо спада у абразионе акумулативне облике рељефа. Представља наносни спруд састављен од песковитог и шљунковитог материјала који се формира у плитком обалском појасу и спаја неко острво са копном. Нарастањем спруда, острво које је у непосредној близини обале преобраћа се у полуострво.
Пучинска страна острва изложена је снажној абразији услед чега долази до интензивне ерозије на тој страни. Еродовани материјал таласима се транспортује ка копну и акумулира на заветринској страни острва. Интензивна акумулација на овој страни последица је тога што услед сучељавања таласа долази до њихове интеференције а то доводи до слабљења њихове кинетичке енергије. На тај начин, сав абрадирани наносни материјал са пучинске стране острва овде се нагомилава у виду подморског спруда који као превлака повезује острво са копном.
Постоје два морфолошка типа томбола: проста и сложена. Томбола Светог Стефана (у Црној гори) припада простом типу јер постоји само једна превлака која спаја острво са копном. Такав тип томболе су и полуострво Киберон, Кеип Кенеди (САД), полуострво Марблхејд. Сложене томболе имају две или више превлака које неко острво спајају са копном. На основу броја превлака издвајају се двојне, тројне итд. томболе. Позната тројна томбола је Монте Арђентарио на западној обали Италије. 